# Шнайцльройт
Шнайцльройт (нім. Schneizlreuth) — громада в Німеччині, знаходиться в землі Баварія. Підпорядковується адміністративному округу Верхня Баварія. Входить до складу району Берхтесгаден.
Площа — 107,28 км2. Населення становить 1325 ос. (станом на 31 грудня 2020).